# Julian Edwards

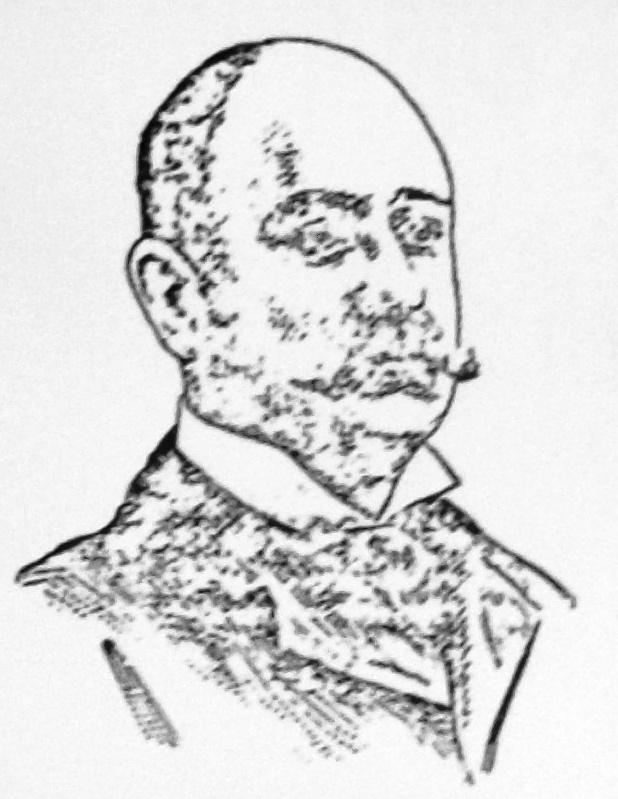
Julian Edwards

Julian Edwards (* 11. November 1855 in Manchester; † 5. September 1910 in New York) war ein englisch-amerikanischer Komponist und Dirigent.

## Leben
Edwards studierte bei Herbert Oakeley und George Alexander Macfarren und war schon in jungen Jahren Kapellmeister der Londoner Covent Garden Opera. 1888 zog er in die USA. Er kreierte mehrere Broadway-Shows wie Jupiter (1892) oder Madeleine, or the Magic Kiss (1893).

## Werke
- Victorian (Oper, 4 Akte)
- Jupiter (komische Oper, 2 Akte)
- King René's Daughter (lyrisches Drama, 1 Akt)
- Madeleine (komische Oper, 3 Akte)
- The Goddess of Truth (komische Oper)
- Brian Boru (romantische italienische Oper, 3 Akte)
- The Wedding Day (komische Oper, 3 Akte)
- The Jolly Musketeer (komische Oper, 2 Akte)
- The Princes Chic (komische Oper, 3 Akte)
- Dolly Varden (komische Oper, 2 Akte)
- When Johnny Comes Marching Home (komische Oper, 3 Akte)
- Love's Lottery (komische Oper, 2 Akte)
- The Girl and the Governor (komische Oper)
- His Honor the Mayor (komische Oper)
- The Belle of London Town (komische Oper, 3 Akte)
- The Patriot (tragische Oper, 1 Akt)
- The Gay Musician (komische Oper)
- The Motor Girl (musikalische Komödie)
- Ouvertüre zu einer Oper Corinne